# Ritsevoort 34-36
Het pand aan Ritsevoort 34-36 (voorheen Ritsevoort 44) in Alkmaar is een 19e-eeuws gemeentelijk monument in neorenaissance-stijl. Het pand huist cultuurpodium De Alkenaer, een stichting die een antiquariaat, cultuurpodium en leescafé combineert.

## Locatie
Het pand ligt aan het Ritsevoort, een historische straat met een geschiedenis die teruggaat tot de late middeleeuwen, rond 1450-1500. De straat heeft in de loop van de tijd een transformatie ondergaan van een buitenwijk dat in de zestiende eeuw binnen de stadsmuur van Alkmaar kwam te liggen en een integraal onderdeel van de binnenstad werd.

## Beschrijving
Het pand is een samengesteld woonwinkelpand van drie verdiepingen, waarbij de bovenverdieping als woonhuis gebruikt werd. Het bestaat uit een voor-  en een achterhuis, en een aangrenzende steeg aan de noordzijde.
De bakstenen voorgevel dateert uit 1892 blijkens het ingemetselde jaartal. Het is een versierde tuitgevel met elementen uit de neogotiek en neorenaissance, een architectuurstijl die gangbaar was in de periode 1875-1900. Het wordt gekenmerkt door trapsgewijs geplaatste kegelvormige ornamenten met een vaas als bekroning, allen vervaardigd uit beton. De gevel bevat een houten winkelpui uit 1948, met boven de ramen segmentbogen met sluitstenen versierd met een gebouchardeerd vlak. De segmentbogen zijn ondersteund door lisenen waarin stenen met reliëfhoofdjes zijn gemetseld. Verder zijn in de gevel florale decoraties in hoog reliëf verwerkt, geprofileerde consoles, aanzet- en sluitstenen en klauwstukken; en zijn muurankers zichtbaar.
Het pand is aan de tuinzijde uitgebreid met een zaal met een capaciteit van 90 tot 100 bezoekers.

## Geschiedenis
Op een kaart uit 1670 is het pand op het huidige Ritsevoort 34-36 zichtbaar als een tweelaags diephuis, met zadeldak dat haaks op de straat is georiënteerd. 

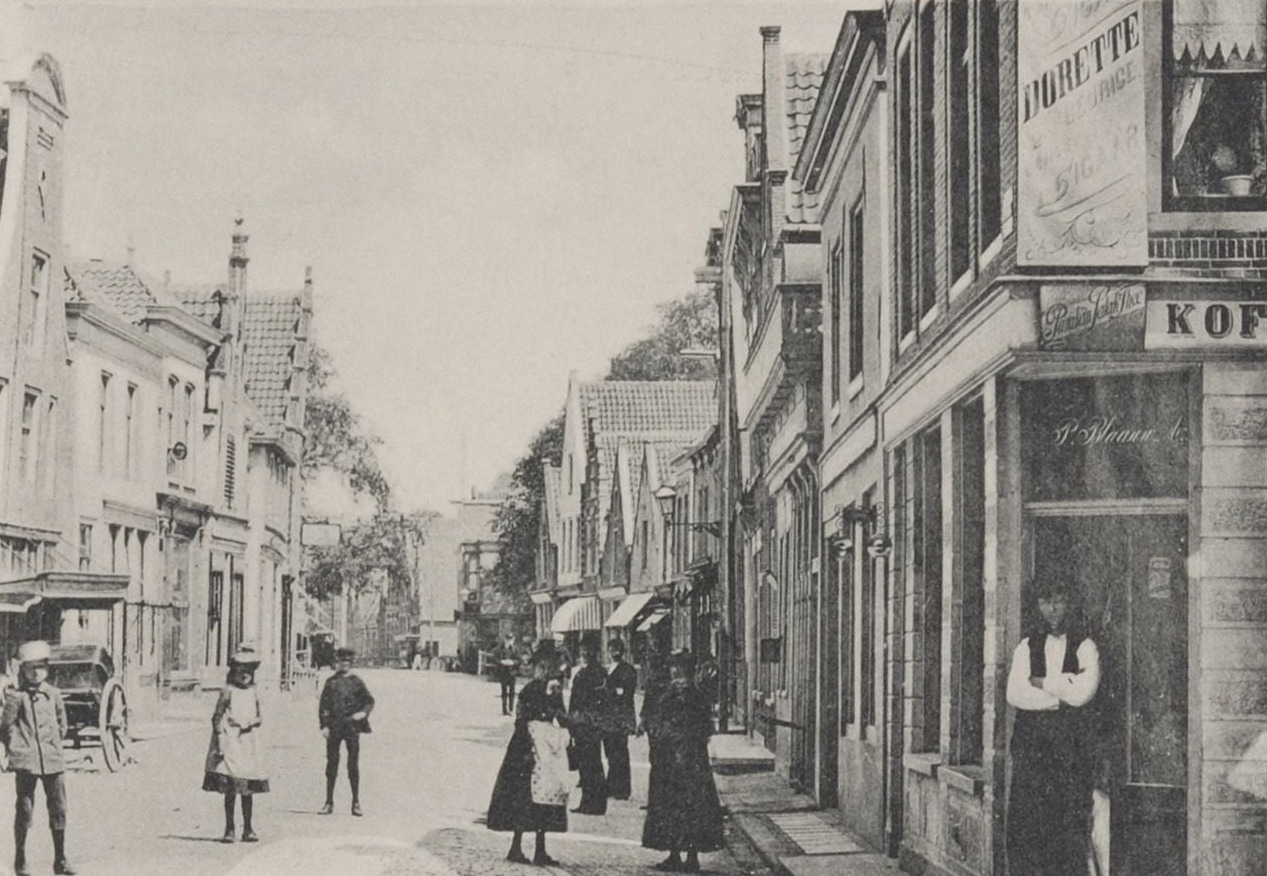
Ansichtkaart met uiterst links het pand van vóór 1892.

Blijkens een oude ansichtkaart stond vóór 1892 een winkelpand met sobere klokgevel op de plek van het huidige pand.
Op de gevel van het huidige pand prijkt het jaartal 1892, wat mogelijk het bouwjaar is, maar waarschijnlijker het jaar dat de gevel van het oude pand vernieuwd werd naar een rijkelijker versierde tuitgevel.
De werkzaamheden werden vermoedelijk gedaan in opdracht van Johannes Wilhelmus Verhoeve, die destijds op dit adres een kruidenierswinkel dreef. Na Verhoeve opende Gerardus Wilhelmus de Munk Kuijper, schilder en behanger, in hetzelfde pand een winkel gespecialiseerd in huishoudelijke artikelen. Na 1948 vestigde de firma Cor Coppens zich in het pand. De winkel was gespecialiseerd in de verkoop van onderdelen voor loodgietersbedrijven. Van 1961 tot 1964 was het een speelgoedwinkel, van 1968 tot 1970 een doe-het-zelfzaak. In 1970 opende er een winkel die zich specialiseerde in Perzische tapijten, bestierd door oud Nederlands topvoetballer Piet Keizer. Rond 1974 vestigde zich er een antiquair, Antiekhandel 't Schotje.
't Schotje werd in 1989 overgenomen door Antiquariaat De Alkenaer. In 2023 werd dit deel van de Stichting Cultuurpodium De Alkenaer. Het pand is toen uitgebreid met een zaal in de achtertuin.

## Meer lezen
- Geschiedenis van het Ritsevoort